# Астероиден спътник
Астероиден спътник е астероид, който обикаля в орбита около друг астероид като негов естествен спътник. Смята се, че много астероиди имат спътници. Откриването на астероидни спътници (и на двойни обекти като цяло) е много важно, защото по изчисленията от техните орбити се правят заключения за тяхната плътност и маса, физически характеристики, които не могат да се открият по друг начин.
В допълнение към термина спътник или луна, терминът двоен (троен, четворен, многоброен) се използва за обект, който има придружаващ го друг обект (съответно 2, 3, 4 и повече). По-големият обект се нарича първичен, а по-малкият – вторичен. Когато астероидът и неговият спътник имат съпоставими размери, говорим за двойни астероиди. Двата астероида от системата се въртят около общ център на тежестта. Известни са и тройни системи астероиди, напр. 93 Минерва.